# Tôn Chính Tài
Tôn Chính Tài (Trung văn giản thể: 孙政才, bính âm: Sun Zhengcai; sinh ngày 25 tháng 9 năm 1963) là một chính khách Cộng hòa Nhân dân Trung Hoa, nguyên Ủy viên Bộ Chính trị Đảng Cộng sản Trung Quốc khóa 18, nguyên Bí thư thành ủy thành phố Trùng Khánh từ năm 2012 đến ngày 15 tháng 7 năm 2017.
Trước đó, ông từng làm bí thư của tỉnh ủy Cát Lâm, và Bộ trưởng Bộ Nông nghiệp Trung Quốc.
Tôn Chính Tài là thành viên trẻ nhất của Bộ Chính trị lần thứ 18 của Đảng Cộng sản Trung Quốc, và là một trong hai thành viên được sinh ra sau năm 1960, người kia là Hồ Xuân Hoa. Như vậy, Tôn đã từng được coi là ứng cử viên hàng đầu cho vị trí lãnh đạo hàng đầu trong "thế hệ thứ sáu của lãnh đạo Trung Quốc". Tuy nhiên, vào ngày 15 tháng 7 năm 2017, ông bị truất nhiệm chức vụ bí thư thành ủy Trùng Khánh, thay thế là ông Trần Mẫn Nhĩ điều từ tỉnh Quý Châu. Nhưng ông vẫn giữ cương vị Ủy viên Bộ chính trị đảng Cộng sản Trung Quốc, một sự kiện u ám cho tương lai chính trị của ông.
Ngày 13 tháng 2 năm 2018, Viện Kiểm sát nhân dân tối cao Trung Quốc chính thức ra quyết định truy tố cựu Bí thư Thành ủy Trùng Khánh Tôn Chính Tài vì hành vi nhận hối lộ.

## Tiểu sử
Tôn Chính Tài là người Hán, sinh tại Vinh Thành, Sơn Đông. Tốt nghiệp học viện nông nghiệp Lai Dương (nay là Đại học nông nghiệp Thanh Đảo), nghiên cứu sinh và tiến sĩ tại Đại học nông nghiệp Trung Quốc.
Tháng 7 năm 1988 gia nhập Đảng Cộng sản Trung Quốc.

## Sự nghiệp
Năm 1980 thi vào học viện nông nghiệp Lai Dương, Sơn Đông.
Sau khi tốt nghiệp tiếp tục tại Học viện nông nghiệp Bắc Kinh học thạc sĩ, tốt nghiệp năm 1987, làm việc tại viện khoa học nông nghiệp Bắc Kinh và đảm nhiệm nhiều vị trí như phó chủ nghiệm nghiên cứu trồng trọt, phó sở trưởng sở nghiên cứu phân bón, phó viện trưởng. Năm 1995 đảm nhận phó viện trưởng, phó bí thư đảng ủy, chủ trì công tác viện.
Năm 1997, Tôn Chính Tài đảm nhiệm phó bí thư huyện Thuận Nghĩa, quyền chủ tịch huyện. Sau đó làm chủ tịch huyện, chủ tịch khu Thuận Nghĩa, phó bí thư khu ủy rồi bí thư khu ủy. Năm 2002 thành ủy viên thường vụ thành phố Bắc Kinh, bí thư khu trưởng kiên bí thư công ủy thành phố.
Năm 2006, đảm nhiệm bộ trưởng bộ nông nghiệp. Năm 2009 đảm nhiệm bí thư tỉnh Cát Lâm. Năm 2010 kiêm nhiệm chủ tịch hội đồng nhân dân tỉnh Cát Lâm.

## Được bầu vào Bộ chính trị
Năm 2012 được bầu làm ủy viên bộ chính trị Đảng cộng sản Trung Quốc. Theo báo The new york times thì Tôn Chính Tài được chọn là dự bị cho ủy viên thường vụ bộ chính trị vào năm 2017 và năm 2022 sẽ là nguồn cho lãnh đạo thứ sáu của Trung Quốc (thủ tướng hoặc chủ tịch nước).
.

## Tai tiếng
Tôn Chính Tài từng bị cư dân mạng TQ lên án vì dùng đồng hồ hạng sang. Sau chiến dịch đả hổ diệt ruồi của Tập Cận Bình thì hàng loạt quan chức đã chuyển sang dùng đồng hồ nội địa như Hải Âu, Thượng Hải.

## Trừng phạt truyền thông Trùng Khánh
Năm 2013, trừng phạt những người của Trùng Khánh TV và Trùng Khánh tin chiều vì đưa tin sai sự thật ảnh hưởng nghiêm trọng đến hình ảnh của thành phố.

## Bị cách chức bí thư thành ủy Trùng Khánh
Ngày 15 tháng 7 năm 2017, ông bị truất nhiệm chức vụ bí thư thành ủy Trùng Khánh với lý do vi phạm nghiêm trọng kỷ luật đảng. Người thay thế ông làm bí thư thành ủy Trùng Khánh là Trần Mẫn Nhĩ Bí thư tỉnh Quý Châu. Tuy nhiên, ông vẫn giữ cương vị Ủy viên Bộ chính trị đảng Cộng sản Trung Quốc, một sự kiện khiến tương lai chính trị của ông mơ hồ.
Tối ngày 24 tháng 7 năm 2017, theo thông báo chính thức của Trung ương Đảng Cộng sản Trung Quốc thì ông Tôn Chính Tài, Uỷ viên Bộ Chính trị, nguyên Bí thư thành phố Trùng Khánh bị điều tra do "vi phạm kỷ luật nghiêm trọng" - cụm từ thường được hiểu là vi phạm về chính trị hoặc phạm tội tham nhũng.

## Bị khởi tố tội tham nhũng
Viện Kiểm sát nhân dân tối cao Trung Quốc ngày 13/2/2018 chính thức ra quyết định truy tố cựu Bí thư Thành ủy Trùng Khánh Tôn Chính Tài vì hành vi nhận hối lộ. Với cáo buộc tiết lộ bí mật nhà nước, lạm quyền, nhận hối lộ, ông Tôn Chính Tài bị khai trừ khỏi đảng Cộng sản Trung Quốc và bị loại bỏ tư cách đại biểu quốc hội vào tháng 9/2017. Trong cáo trạng, ông Tôn Chính Tài bị buộc tội lợi dụng chức vụ để trục lợi và nhận hối lộ hàng loạt tài sản giá trị lớn một cách trái phép; việc phạm tội của ông Tôn đã bắt đầu từ khi ông còn là một bí thư quận uỷ ở Bắc Kinh hồi năm 2002, cho đến khi ông trở thành bộ trưởng nông nghiệp, rồi giữ chức bí thư tỉnh uỷ Cát Lâm, bí thư thành uỷ Trùng Khánh.
Ngày 8 tháng 5 năm 2018, Tân hoa xã đưa tin, ông Tôn Chính Tài (Sun Zhengcai), nguyên Bí thư thành ủy thành phố Trùng Khánh, nguyên Ủy viên Bộ chính trị Đảng Cộng sản Trung Quốc khóa 18, vừa bị tòa án ở Thiên Tân tuyên án tù chung thân vì đã nhận hối lộ hơn 170 triệu nhân dân tệ (tương đương 26,7 triệu USD).